# 赤岭遗址
赤岭遗址，位于中国青海省湟源县日月乡兔尔干村，为第六批青海省文物保护单位，公布日期为1998年12月22日，类型为古遗址。
赤岭遗址的历史年代为唐。